# Geno Segers
Lonnie Geno Segers, Jr., plus connu sous le nom de Geno Segers, est un acteur américain et un présentateur de télévision né le 28 novembre 1976 à Winston-Salem en Caroline du Nord.
Geno est connu pour son rôle de Mason Makoola dans la série Paire de rois sur Disney XD, et pour celui de Chayton Littlestone dans Banshee sur Cinemax.

## Filmographie

### Cinéma
- 2015 : Bone Tomahawk de S. Craig Zahler

### Séries télévisées
| année       | titre                          | rôle                   | note                                             |
| ----------- | ------------------------------ | ---------------------- | ------------------------------------------------ |
| 2009        | White Collar                   | garde du corps d'Aimes | épisode De l'or sur les mains (Flip of the Coin) |
| 2010 - 2013 | Paire de rois                  | Mason Makoola          |                                                  |
| 2011        | Zeke & Luther                  | Stan l'agent           | saison 3, épisode 9                              |
| 2011-2012   | Fort Boyard : Défi ultime      | lui-même               |                                                  |
| 2013        | Conversation au petit déjeuner | Big Dawg               |                                                  |
| 2014        | Teen Wolf                      | Kincaid                | saison 3, épisodes 17 et 20                      |
| 2014 - 2015 | Banshee                        | Chayton Littlestone    | saisons 2 et 3                                   |
| 2018        | Elementary                     | Garde du corps de Nix  | Saison 6, épisode 3                              |
| 2019        | Perfect Harmony                | Dwayne                 | Saison 1, 13 épisodes                            |